# Hieracium greenei
Hieracium greenei ist eine Pflanzenart aus der Gattung der Habichtskräuter (Hieracium) innerhalb der Familie der Korbblütler (Asteraceae). Sie kommt in den westlichen USA vor.

## Beschreibung

### Vegetative Merkmale
Hieracium greenei ist eine krautige Pflanze, die Wuchshöhen von 10 bis 45 Zentimetern erreicht. Die aufrechten Stängel sind meist mit sternartigen, seltener mit feinen und rauen 0,1 bis 0,3 Zentimeter langen Haaren besetzt und haben eine meist dicht sternartig behaarte Basis.
An der Stängelbasis befinden sich fünf bis acht, gelegentlich auch mehr grundständige Laubblätter, während sich am Stängel zwei bis fünf oder auch mehr Laubblätter befinden. Die Blattspreite ist bei einer Länge von 3,5 bis 15 Zentimetern sowie einer Breite von 0,8 bis 2,5 Zentimetern spatelförmig bis verkehrt-lanzettlich mit mehr oder weniger keilförmiger Spreitenbasis und abgerundeter oder spitz zulaufender Spreitenspitze. Die Spreitenränder sind ganzrandig oder selten auch gezähnelt. Sowohl die Blattunterseite als auch die Blattoberseite sind mit 0,2 bis 0,3 Zentimeter langen, sternartigen sowie drüsigen Haaren besetzt.

### Generative Merkmale
Die Blütezeit erstreckt sich von Juli bis in den September hinein. Der schirmrispenartige Gesamtblütenstand enthält meist 3 bis 50, gelegentlich auch mehr körbchenförmige Teilblütenstände. Der Blütenstandsschaft ist dicht bis spärlich mit sternartigen Haaren besetzt. Das bei einem Durchmesser von 0,9 bis 1,2 Zentimetern zylindrische Involucrum enthält sieben bis acht, gelegentlich auch mehr an der Unterseite sternartig behaarte Hüllblätter. Die Blütenkörbchen enthalten 4 bis 15 oder auch mehr Zungenblüten. Die gelben Zungenblüten sind 0,8 bis 1 Zentimeter lang.
Die Achänen sind bei einer Länge von 0,4 bis 0,5 Zentimetern säulenförmig. Der Pappus besteht aus 60 bis 80 weißen oder strohfarbenen Borstenhaaren, welche 0,7 bis 0,9 Zentimeter lang sind.
Die Chromosomenzahl beträgt 2n = 18.

## Vorkommen
Das natürliche Verbreitungsgebiet von Hieracium greenei befindet sich in den westlichen USA. Es umfasst dabei die US-Bundesstaaten Kalifornien und Oregon.
Hieracium greenei gedeiht in Höhenlagen von 900 bis 2400 Metern wo sie auf Lichtungen in Kiefernwäldern sowie entlang von Serpentinen wächst.

## Taxonomie
Die Erstbeschreibung als Hieracium greenei erfolgte 1884 durch Asa Gray in Proceedings of the American Academy of Arts and Sciences, Nummer 19, Seite 69. Ein Synonym für Hieracium greenei A.Gray ist Hieracium oregonicum Zahn.